# أندرو كالهون
أندرو كالهون (بالإنجليزية: Andrew Calhoun)‏ هو ملحن ومغن مؤلف ومغني أمريكي، ولد في 30 نوفمبر 1957 في نيو هيفن في الولايات المتحدة.

## وصلات خارجية
- أندرو كالهون على موقع ميوزك برينز (الإنجليزية)